# Álvaro del Portillo
Álvaro del Portillo y Diez de Sollano, španski inženir in katoliški škof, * 15. marec 1911, Madrid, Španija, †  23. marec 1994, Rim, Italija.
Portillo je bil med letoma 1982 in 1994 prelat Opus Dei. Nasledil je ustanovitelja Jožefmarija Escrivája. Za blaženega je bil razglašen 27. septembra 2014 v Madridu.

## Življenje
Álvaro del Portillo se je rodil v Madridu 11. marca 1914 v globoko verni krščanski družini kot tretji izmed osmih otrok. Sprva se je šolal na krajši pripravniški šoli za javna dela, da bi se lahko zaradi ekonomskih razmer kmalu zaposlil in pomagal družini. Kasneje se je ob delu vpisal na študij gradbeništva in po opravljenem magisteriju nekaj časa kot asistent predaval na (današnji) Univerzi Complutense v Madridu. Delal je tudi na uradu za gradnjo avtocest in mostov.
Marca 1935 je kot študent spoznal sv. Jožefmarija Escrivája in štiri mesece kasneje, pri enaindvajsetih, zaprosil za sprejem v Opus Dei. Začetek španske državljanske vojne je doživel v Madridu in v prvih mesecih se je moral pogosto skrivati zaradi preganjanja katoličanov. Dva meseca je preživel v zaporu. Kasneje je z ustanoviteljem in ostalimi člani zatočišče našel na honduraškem veleposlaništvu, kjer so skupni čas kljub velikemu pomanjkanju izkoristili za versko izobraževanje in duhovno poglabljanje. Veleposlaništvo je moral 1938 zapustiti, nato pa mu je preko republikanske vojske uspelo zbežati na osvobojeno območje nacionalne strani.
Po koncu vojne se je pojavila priložnost, da nekateri verniki Opus Dei prejmejo mašniško posvečenje. Tako je začel s študijem teologije in bil 1944 posvečen v duhovnika. Istega leta je v Madridu pridobil doktorat iz filozofije, kasneje pa na Papeški univerzi sv. Tomaža Akvinskega še iz kanonskega prava. Nato se je posvetil predvsem pastoralnemu delu in administraciji v Opus Dei ter postal najbližji sodelavec ustanovitelja, ki mu stal ob strani skoraj štirideset let.
Spodbudil je nastanek številnih dobrodelnih izobraževalnih in zdravstvenih ustanov, posebej v Južni Ameriki, Afriki in na Filipinih, nekaterih semenišč, romarskega centra Saxum v Sveti deželi ter Papeške univerze svetega Križa.
Umrl je 23. marca 1994, le nekaj ur po vrnitvi z romanja v Sveto deželo, kjer je v dvorani zadnje večerje daroval svojo poslednjo sveto mašo. Še istega dne je ob njegovo telo prišel molit papež Janez Pavel II., s katerim sta bila dolgo časa v prijateljskih odnosih. V sožalnem pismu je njegovo življenje opisal kot "življenje, ki je bilo polno duhovniške in škofovske gorečnosti, zgled stanovitnosti in zaupanja v Božjo previdnost, ki ga je stalno izražal, zvestobe Petrovemu sedežu in njegove velikodušne službe Cerkvi, ki jo je opravljal kot najtesnejši sodelavec in vredni namestnik blaženega Jožefmarija Escrivája." Njegovi posmrtni ostanki se nahajajo v prelatski cerkvi Svete Marije miru v Rimu.

## Delo
Pisal je predvsem o pastoralnih in cerkvenih temah, ki obravnavajo vlogo vernih laikov v Katoliški cerkvi, o izobraževanju duhovnikov in oblikah pastorale. 
Med papeštvom Pija XII. je sodeloval pri različnih dikasterijah Svetega sedeža. Kasneje ga je papež Janez XXIII. imenoval za svetovalca komisije za revizijo Zakonika kanonskega prava. Med drugim vatikanskim koncilom je sodeloval še pri drugih komisijah, mdr. kot sekretar Komisije za disciplino klera in krščanskih ljudstev, ki je pripravila enega najbolj odobravanih koncilskih dokumentov, Presbyterorum ordinis. Po smrti ustanovitelja Opus Dei je 1975 postal njegov naslednik, 1982 pa ga je Sveti sedež imenoval za prvega prelata organizacije.